# Danh sách Thân vương Tông thất nhà Thanh
Hòa Thạc Thân vương (tiếng Mãn: ᡥᠣᡧᠣᡳ
ᠴᡳᠨ
ᠸᠠᠩ, Möllendorff: hošo i cin wang, Abkai: hoxo-i qin wang, chữ Hán: 和碩親王), thường gọi tắt là Thân vương, là tước vị cao nhất của Tông thất nhà Thanh trong lịch sử Trung Quốc. Dưới đây là danh sách các Tông thất được ban, truy phong và được ban sau đó bị đoạt tước vị trong lịch sử nhà Thanh. Danh sách này không tính các Ngoại phiên Thân vương, bởi tước vị này chỉ dành cho quý tộc Mông Cổ và Hồi bộ.

## Tông thất Thân vương
| Tên                              | Phong hiệu/Thụy hiệu                                 | Cha                                                             | Năm sinh | Năm mất | Năm phong tước | Ghi chú |
| -------------------------------- | ---------------------------------------------------- | --------------------------------------------------------------- | -------- | ------- | -------------- | --- |
| Thư Nhĩ Cáp Tề (舒尔哈齐)        | Hòa Thạc Trang Thân vương (和硕莊亲王)               | Hiển Tổ Tháp Khắc Thế (con thứ 3)                               | 1564     | 1611    | 1653           | Được truy phong thụy hiệu là Trang (莊). |
| Đại Thiện (代善)                 | Hòa Thạc Lễ Liệt Thân vương (和硕礼烈亲王)           | Thái Tổ Nỗ Nhĩ Cáp Xích (con thứ 2)                             | 1583     | 1648    | 1636           | Được thế tập võng thế. Mãn Đạt Hải tập tước Lễ Thân vương (禮親王) đổi thành Tốn Thân vương (巽親王).                                                                            |
| Nhạc Thác (岳託)                 | Hòa Thạc Thành Thân vương (和硕成亲王)               | Lễ Liệt Thân vương Đại Thiện (con trưởng)                       | 1598     | 1638    | 1636           | Năm 1636, bị giáng làm Bối lặc (贝勒). Năm 1639 truy phong Khắc Cần Quận vương (克勤郡王).                                                                                       |
| Tế Nhĩ Cáp Lãng (济尔哈朗)       | Hòa Thạc Trịnh Hiến Thân vương (和硕郑献亲王)        | Trang Thân vương Thư Nhĩ Cáp Tề (truy phong) (con thứ 6)        | 1599     | 1655    | 1636           | Được thế tập võng thế. Tế Độ tập tước Trịnh Thân vương (襲親王) đổi thành Giản Thân vương (簡親王).                                                                              |
| Tát Cáp Lân (萨哈璘)             | Hòa Thạc Dĩnh Nghị Thân vương (和硕颖毅亲王)         | Lễ Liệt Thân vương Đại Thiện (con thứ 3)                        | 1604     | 1636    | 1636           | Truy phong. |
| A Tế Cách (阿济格)               | Hòa Thạc Anh Thân vương (和硕英亲王)                 | Thái Tổ Nỗ Nhĩ Cáp Xích (con thứ 12)                            | 1605     | 1651    | 1644           | Năm 1651 bị đoạt tước. |
| Phí Dương Vũ (费扬武)            | Hòa Thạc Giản Tĩnh Định Thân vương (和硕简靖定亲王)  | Trang Thân vương Thư Nhĩ Cáp Tề (truy phong) (con thứ 8)        | 1605     | 1643    | 1748           | Truy phong. |
| Hào Cách (豪格)                  | Hòa Thạc Túc Vũ Thân vương (和硕肃武亲王)            | Thái Tông Hoàng Thái Cực (con trưởng)                           | 1609     | 1648    | 1636           | Năm 1648 bị đoạt tước. Năm 1651 được truy phong và được thế tập võng thế. Phú Thụ tập tước Túc Thân vương (肅親王) đổi thành Hiển Thân vương (顯親王).                           |
| Ni Kham (尼堪)                   | Hòa Thạc Kính Cẩn Trang Thân vương (和硕敬谨莊亲王)  | Quảng Lược Bối lặc Chử Anh (con thứ 3)                          | 1610     | 1653    | 1649           | |
| Đa Nhĩ Cổn (多尔衮)              | Hòa Thạc Duệ Trung Thân vương (和硕睿忠亲王)         | Thái Tổ Nỗ Nhĩ Cáp Xích (con thứ 14)                            | 1612     | 1650    | 1636           | Được thế tập võng thế. |
| Bác Lạc (博洛)                   | Hòa Thạc Đoan Trọng Định Thân vương (和硕端重定亲王) | Nhiêu Dư Mẫn Quận vương A Ba Thái (con thứ 3)                   | 1613     | 1652    | 1649           | Năm 1659 bị đoạt tước. |
| Đa Đạc (多铎)                    | Hòa Thạc Dự Thông Thân vương (和硕豫通亲王)          | Thái Tổ Nỗ Nhĩ Cáp Xích (con thứ 15)                            | 1614     | 1649    | 1636           | Được thế tập võng thế. |
| Mãn Đạt Hải (满达海)             | Hòa Thạc Tốn Giản Thân vương (和硕巽简亲王)          | Lễ Liệt Thân vương Đại Thiện (con thứ 7)                        | 1622     | 1652    | 1649           | Thế tập võng thế (đời thứ 2), tập tước Lễ Thân vương (禮親王). Năm 1659 bị giáng thành Bối lặc (贝勒).                                                                           |
| Hỗ Tắc (祜塞)                    | Hòa Thạc Huệ Thuận Thân vương (和硕惠顺亲王)         | Lễ Liệt Thân vương Đại Thiện (con thứ 8)                        | 1628     | 1646    | ?              | Truy phong. |
| Phó Lạt Tháp (傅喇塔)            | Hòa Thạc Giản Huệ Hiến Thân vương (和硕简惠献亲王)   | Giản Tĩnh Định Thân vương Phí Dương Vũ (truy phong) (con thứ 4) | 1625     | 1676    | 1748           | Truy phong. |
| Nhạc Lạc (岳乐)                  | Hòa Thạc An Hòa Thân vương (和硕安和亲王)            | Nhiêu Dư Mẫn Quận vương A Ba Thái (con thứ 4)                   | 1625     | 1689    | 1657           | Năm 1700 giáng thành Quận vương (郡王). |
| Thạc Tắc (硕塞)                  | Hòa Thạc Thừa Trạch Dụ Thân vương (和硕承泽裕亲王)   | Thái Tông Hoàng Thái Cực (con thứ 5)                            | 1628     | 1655    | 1651           | Được thế tập võng thế. Bác Quả Đạc tập tước Thừa Trạch Thân vương (鐸襲親王) đổi thành Trang Thân vương (莊親王).                                                                |
| Tế Độ (济度)                     | Hòa Thạc Giản Thuần Thân vương (和硕简纯亲王)        | Trịnh Hiến Thân vương Tế Nhĩ Cáp Lãng (con thứ 2)               | 1633     | 1660    | 1657           | Thế tập võng thế (đời thứ 2), tập tước Trịnh Thân vương (鄭親王). |
| Đa Ni (多尼)                     | Hòa Thạc Dự Tuyên Hòa Thân vương (和硕豫宣和亲王)    | Dự Thông Thân vương Đa Đạc (con thứ 2)                          | 1636     | 1661    | 1649           | Thế tập võng thế (đời thứ 2). Năm 1659 giáng thành Quận vương (郡王). |
| Ba Nhĩ Kham (巴尔堪)             | Hòa Thạc Giản Thân vương (和硕简亲王)                | Trịnh Hiến Thân vương Tế Nhĩ Cáp Lãng (con thứ 4)               | 1637     | 1680    | 1752           | Truy phong. |
| Lan Bố (兰布)                    | Hòa Thạc Kính Cẩn Thân vương (和硕敬谨亲王)          | Kính Cẩn Trang Thân vương Ni Kham (con trưởng)                  | 1642     | 1678    | 1668           | Thế tập (đời thứ 3). Năm 1669 giáng thành Trấn quốc công (镇国公). |
| Đa Nhĩ Bác (多尔博)              | Hòa Thạc Duệ Thân vương (和硕睿亲王)                 | Duệ Trung Thân vương Đa Nhĩ Cổn (con thừa tự)                   | 1642     | 1671    | 1650           | Năm 1651 bị đoạt tước. Năm 1778 được phục hồi truy phong. |
| Bác Mục Bác Quả Nhĩ (博穆博果尔) | Hòa Thạc Tương Chiêu Thân vương (和硕襄昭亲王)       | Thái Tông Hoàng Thái Cực (con thứ 11)                           | 1642     | 1656    | 1655           | |
| Phú Thụ (富绶)                   | Hòa Thạc Hiển Ý Thân vương (和硕显懿亲王)            | Túc Vũ Thân vương Hào Cách (truy phong) (con thứ 4)             | 1643     | 1669    | 1651           | Thế tập võng thế (đời thứ 2), tập tước Túc Thân vương (肅親王). |
| Ni Tư Cáp (尼思哈)               | Hòa Thạc Kính Cẩn Điệu Thân vương (和硕敬谨悼亲王)   | Kính Cẩn Trang Thân vương Ni Kham (con thứ)                     | ?        | 1660    | 1653           | Thế tập (đời thứ 2) tước Kính Cẩn Thân vương (敬谨亲王). |
| Thường A Đại (常阿岱)            | Hòa Thạc Tốn Thân vương (和硕巽亲王)                 | Tốn Giản Thân vương Mãn Đạt Hải (con trưởng)                    | 1643     | 1665    | 1652           | Thế tập võng thế (đời thứ 3) tước Lễ Thân vương (禮親王). Năm 1659 bị giáng thành Bối lặc (贝勒). Kiệt Thư tập tước Tốn Thân vương (巽親王) đổi thành Khang Thân vương (康親王). |
| Kiệt Thư (杰书)                  | Hòa Thạc Khang Lương Thân vương (和硕康良亲王)       | Huệ Thuận Thân vương Hỗ Tắc (truy phong) (con thứ 3)            | 1645     | 1697    | 1659           | Thế tập võng thế (đời thứ 4) tước Lễ Thân vương (禮親王), tập tước Khang Thân vương (康親王).                                                                                    |
| Đổng Ngạch (董额)                | Hòa Thạc Dự Thân vương (和硕豫亲王)                  | Dự Thông Thân vương Đa Đạc (con thứ 7)                          | 1647     | 1706    | 1778           | Truy phong. |
| Bác Quả Đạc (博果铎)             | Hòa Thạc Trang Tĩnh Thân vương (和硕莊靖亲王)        | Thừa Trạch Dụ Thân vương Thạc Tắc (con trưởng)                  | 1650     | 1723    | 1655           | Thế tập võng thế (đời thứ 2) tước Trang Thân vương (莊親王). |
| Phúc Toàn (福全)                 | Hòa Thạc Dụ Hiến Thân vương (和硕裕宪亲王)           | Thế Tổ Phúc Lâm (con thứ 2)                                     | 1653     | 1703    | 1667           | |
| Ngạc Trát (鄂扎)                 | Hòa Thạc Dự Thân vương (和硕豫亲王)                  | Dự Tuyên Hòa Thân vương Đa Ni (truy phong) (con thứ 2)          | 1655     | 1702    | 1778           | Truy phong. |
| Lạt Bố (喇布)                    | Hòa Thạc Giản Thân vương (和硕简亲王)                | Giản Thuần Thân vương Tế Độ (con thứ 2)                         | 1654     | 1681    | 1670           | Thế tập võng thế (đời thứ 4) tước Trịnh Thân vương (鄭親王). Năm 1682 bị đoạt tước.                                                                                              |
| Đức Tắc (德塞)                   | Hòa Thạc Giản Huệ Thân vương (和硕简惠亲王)          | Giản Thuần Thân vương Tế Độ (con thứ 3)                         | 1654     | 1670    | 1661           | Thế tập võng thế (đời thứ 3) tước Trịnh Thân vương (鄭親王). |
| (Vô danh)                        | Hòa Thạc Vinh Thân vương                             | Thế Tổ Phúc Lâm (con thứ 4)                                     | 1657     | 1658    | 1658           | Truy phong thụy là "Vinh" (荣). |
| Thường Ninh (常宁)               | Hòa Thạc Cung Thân vương (和硕恭亲王)                | Thế Tổ Phúc Lâm (con thứ 5)                                     | 1657     | 1703    | 1671           | |
| Nhã Bố (雅布)                    | Hòa Thạc Giản Tu Thân vương (和硕简修亲王)           | Giản Thuần Thân vương Tế Độ (con thứ 5)                         | 1658     | 1701    | 1683           | Thế tập võng thế (đời thứ 5) tước Trịnh Thân vương (鄭親王). |
| Long Hi (隆禧)                   | Hòa Thạc Thuần Tĩnh Thân vương (和硕纯靖亲王)        | Thế Tổ Phúc Lâm (con thứ 7)                                     | 1660     | 1679    | 1674           | |
| Ba Tắc (巴赛)                    | Hòa Thạc Giản Thân vương (和硕简亲王)                | Giản Thân vương Ba Nhĩ Kham (truy phong) (con thứ 2)            | 1663     | 1731    | 1752           | Truy phong. |
| Tô Nhĩ Phát (苏尔发)             | Hòa Thạc Duệ Thân vương (和硕睿亲王)                 | Duệ Thân vương Đa Nhĩ Bác (truy phong) (con thứ 2)              | 1664     | 1701    | 1778           | Truy phong. |
| Phúc Tồn (福存)                  | Hòa Thạc Giản Thân vương (和硕简亲王)                | Giản Huệ Hiến Thân vương Phó Lạt Tháp (truy phong) (con thứ 5)  | 1665     | 1700    | 1748           | Truy phong. |
| Đan Trăn (丹臻)                  | Hòa Thạc Hiển Mật Thân vương (和硕显密亲王)          | Hiển Khác Thân vương Phú Thụ (con thứ 4)                        | 1665     | 1702    | 1670           | Thế tập võng thế (đời thứ 3) tước Túc Thân vương (肅親王). |
| Bái Sát Lễ (拜察礼)              | Hòa Thạc Hiển Thân vương (和硕显亲王)                | Hiển Khác Thân vương Phú Thụ (con thứ 5)                        | 1667     | 1708    | 1772           | Truy phong. |
| Tề Khắc Tân (齐克新)             | Hòa Thạc Đoan Trọng Thân vương (和硕端重亲王)        | Đoan Trọng Định Thân vương Bác Lạc (con thứ 8)                  | 1650     | 1661    | 1652           | Năm 1659 giáng thành Bối lặc (贝勒). |
| Ba Nhĩ Đồ (巴尔图)               | Hòa Thạc Khang Giản Thân vương (和硕康简亲王)        | Khang Lương Thân vương Kiệt Thư (con thứ 4)                     | 1674     | 1753    | 1734           | Thế tập võng thế (đời thứ 7) tước Lễ Thân vương (禮親王). |
| Dận Nhưng (允礽)                 | Hòa Thạc Lý Mật Thân vương (和硕理密亲王)            | Thánh Tổ Huyền Diệp (con thứ 2)                                 | 1674     | 1725    | 1725           | Truy phong. |
| Nhã Nhĩ Giang A (雅尔江阿)       | Hòa Thạc Giản Thân vương (和硕简亲王)                | Giản Tu Thân vương Nhã Bố (con trưởng)                          | 1677     | 1732    | 1703           | Thế tập võng thế (đời thứ 6) tước Trịnh Thân vương (鄭親王). Năm 1726 bị đoạt tước.                                                                                              |
| Phú Nhĩ Hỗ Luân (富尔祜伦)       | Hòa Thạc Thuần Thân vương (和硕纯亲王)               | Thuần Tĩnh Thân vương Long Hi (con trưởng)                      | 1679     | 1680    | 1679           | Thế tập (đời thứ 2) tước Thuần Thân vương (纯親王). |
| Tắc Lặc (塞勒)                   | Hòa Thạc Duệ Thân vương (和硕睿亲王)                 | Duệ Thân vương Tô Nhĩ Phát (truy phong) (con trưởng)            | 1680     | 1729    | 1778           | Truy phong. |
| Dận Chân (胤禛)                  | Hòa Thạc Ung Thân vương (和硕雍亲王)                 | Thánh Tổ Huyền Diệp (con thứ 4)                                 | 1678     | 1735    | 1709           | Hoàng đế Ung Chính. |
| Dận Kì (允祺)                    | Hòa Thạc Hằng Ôn Thân vương (和硕恒温亲王)           | Thánh Tổ Huyền Diệp (con thứ 5)                                 | 1680     | 1732    | 1709           | |
| Dận Hựu (允祐)                   | Hòa Thạc Thuần Độ Thân vương (和硕淳度亲王)          | Thánh Tổ Huyền Diệp (con thứ 7)                                 | 1680     | 1730    | 1698           | |
| Dận Tự (允禩)                    | Hòa Thạc Liêm Thân vương (和硕廉亲王)                | Thánh Tổ Huyền Diệp (con thứ 8)                                 | 1681     | 1726    | 1698           | Năm 1726 bị đoạt tước. |
| Bảo Thái (保泰)                  | Hòa Thạc Dụ Thân vương (和硕裕亲王)                  | Dụ Hiến Thân vương Phúc Toàn (con thứ 3)                        | 1682     | 1730    | 1703           | Thế tập (đời thứ 2) tước Dụ Thân vương (裕親王). Năm 1724 bị đoạt tước. |
| Xuân Thái (椿泰)                 | Hòa Thạc Khang Điệu Thân vương (和硕康悼亲王)        | Khang Lương Thân vương Kiệt Thư (con thứ 5)                     | 1683     | 1709    | 1697           | Thế tập võng thế (đời thứ 5) tước Lễ Thân vương (禮親王). |
| Bảo Thụ (保綬)                   | Hòa Thạc Điệu Thân vương (和硕悼亲王)                | Dụ Hiến Thân vương Phúc Toàn (con thứ 5)                        | 1684     | 1706    | 1724           | Truy phong, thụy là "Điệu" (悼). |
| Dận Đào (允祹)                   | Hòa Thạc Lý Ý Thân vương (和硕履懿亲王)              | Thánh Tổ Huyền Diệp (con thứ 12)                                | 1685     | 1763    | 1735           | |
| Dận Tường (胤祥)                 | Hòa Thạc Di Hiền Thân vương (和硕怡贤亲王)           | Thánh Tổ Huyền Diệp (con thứ 13)                                | 1686     | 1730    | 1722           | Thế tập võng thế. |
| Đức Bái (德沛)                   | Hòa Thạc Giản Nghi Thân vương (和硕简仪亲王)         | Giản Thân vương Phúc Tồn (truy phong) (con thứ 8)               | 1688     | 1752    | 1748           | Thế tập võng thế (đời thứ 8) tước Trịnh Thân vương (鄭親王). |
| Tích Bảo (锡保)                  | Hòa Thạc Thuận Thừa Thân vương (和硕顺承亲王)        | Thuận Thừa Trung Quận vương Nặc La Bố (con thứ 4)               | 1688     | 1742    | 1731           | Năm 1733 bị đoạt tước. |
| Thành Tin (成信)                 | Hòa Thạc Túc Thân vương (和硕肃亲王)                 | Hiển Mật Thân vương Đan Trăn (con thứ 2)                        | 1688     | 1758    | 1778           | Truy phong. |
| Diễn Hoàng (衍潢)                | Hòa Thạc Hiển Cẩn Thân vương (和硕显谨亲王)          | Hiển Mật Thân vương Đan Trăn (con thứ 6)                        | 1690     | 1771    | 1703           | Thế tập võng thế (đời thứ 4) tước Túc Thân vương (肅親王).Uẩn Trứ tập tước Hiển Thân vương (顯親王)lại đổi thành Túc Thân vương (肅親王).                                        |
| Hoằng Tích (弘晳)                | Hòa Thạc Lý Thân vương (和硕理亲王)                  | Lý Mật Thân vương Dận Nhưng (con thứ 2)                         | 1694     | 1742    | 1723           | Thế tập (đời thứ 2) tước Lý Thân vương (理親王). Năm 1739 bị đoạt tước. |
| Thần Bảo Trụ (神保住)            | Hòa Thạc Giản Thân vương (和硕简亲王)                | Giản Tu Thân vương Nhã Bố (con thứ 14)                          | 1696     | 1759    | 1726           | Thế tập võng thế (đời thứ 7) tước Trịnh Thân vương (鄭親王). Năm 1748 bị đoạt tước.                                                                                              |
| Dận Lộc (允禄)                   | Hòa Thạc Trang Khác Thân vương (和硕莊恪亲王)        | Trang Tĩnh Thân vương Bác Quả Đạc (con thừa tự)                 | 1695     | 1767    | 1723           | Thế tập võng thế (đời thứ 3) tước Trang Thân vương (莊親王). |
| Dận Lễ (允礼)                    | Hòa Thạc Quả Nghị Thân vương (和硕果毅亲王)          | Thánh Tổ Huyền Diệp (con thứ 17)                                | 1697     | 1738    | 1728           | |
| Hoằng Huy (弘晖)                 | Hòa Thạc Đoan Thân vương (和硕端亲王)                | Thế Tông Dận Chân (con trưởng)                                  | 1697     | 1704    | 1735           | Truy phong. |
| Uẩn Trứ (蕴著)                   | Hòa Thạc Túc Cần Thân vương (和硕肃勤亲王)           | Hiển Thân vương Bái Sát Lễ (truy phong) (con thứ 3)             | 1699     | 1778    | 1772           | Thế tập võng thế (đời thứ 5) tước Túc Thân vương (肅親王). |
| Đức Chiêu (德昭)                 | Hòa Thạc Dự Khác Thân vương (和硕豫悫亲王)           | Dự Thân vương Ngạc Trát (truy phong) (con thứ 5)                | 1700     | 1762    | 1706           | Thế tập võng thế. |
| Hoằng Chí (弘晊)                 | Hòa Thạc Hằng Khác Thân vương (和硕恒恪亲王)         | Hằng Ôn Thân vương Dận Kì (con thứ 2)                           | 1700     | 1775    | 1732           | |
| Kỳ Thông A (奇通阿)              | Hòa Thạc Giản Cần Thân vương (和硕简勤亲王)          | Giản Thân vương Ba Tắc (truy phong) (con thứ 10)                | 1701     | 1763    | 1752           | Thế tập võng thế (đời thứ 9) tước Trịnh Thân vương (鄭親王). |
| Sùng An (崇安)                   | Hòa Thạc Khang Tu Thân vương (和硕康修亲王)          | Khang Điệu Thân vương Xuân Thái (con trưởng)                    | 1705     | 1733    | 1709           | Thế tập võng thế (đời thứ 6) tước Lễ Thân vương (禮親王). Vĩnh Ân tập tước Khang Thân vương (康親王) đổi lại thành Lễ Thân vương (禮親王).                                       |
| Quảng Linh (广灵)                | Hòa Thạc Dụ Thân vương (和硕裕亲王)                  | Dụ Điệu Thân vương Bảo Thụ (con thứ 2)                          | 1705     | 1739    | 1724           | Thế tập (đời thứ 3) tước Dụ Thân vương (裕親王). Năm 1726 bị đoạt tước. |
| Quảng Lộc (广禄)                 | Hòa Thạc Dụ Trang Thân vương (和硕裕莊亲王)          | Dụ Điệu Thân vương Bảo Thụ (con thứ 3)                          | 1706     | 1785    | 1726           | Thế tập (đời thứ 4) tước Dụ Thân vương (裕親王). |
| Hoằng Lịch (弘历)                | Hòa Thạc Bảo Thân vương (和硕宝亲王)                 | Thế Tông Dận Chân (con thứ 4)                                   | 1711     | 1799    | 1733           | Hoàng đế Càn Long. |
| Hoằng Trú (弘昼)                 | Hòa Thạc Hòa Cung Thân vương (和硕和恭亲王)          | Thế Tông Dận Chân (con thứ 5)                                   | 1711     | 1770    | 1733           | |
| Hoằng Phổ (弘普)                 | Hòa Thạc Trang Thân vương (和硕莊亲王)               | Trang Khác Thân vương Dận Lộc (con thứ 2)                       | 1713     | 1743    | 1767           | Thế tập võng thế (đời thứ 4) tước Trang Thân vương (莊親王). Truy phong. |
| Công Nghi Bố (功宜布)            | Hòa Thạc Duệ Thân vương (和硕睿亲王)                 | Duệ Thân vương Tắc Lặc (truy phong) (con thứ 5)                 | 1714     | 1746    | 1778           | Truy phong. |
| Dận Bí (允祕)                    | Hòa Thạc Hàm Khác Thân vương (和硕諴恪亲王)          | Thánh Tổ Huyền Diệp (con thứ 24)                                | 1716     | 1773    | 1733           | |
| Phúc Huệ (福惠)                  | Hòa Thạc Hoài Thân vương (和硕怀亲王)                | Thế Tông Dận Chân (con thứ 8)                                   | 1721     | 1728    | 1735           | Truy phong. |
| Hoằng Hiểu (弘晓)                | Hòa Thạc Di Hy Thân vương (和硕怡僖亲王)             | Di Hiền Thân vương Dận Tường (con thứ 7)                        | 1722     | 1778    | 1730           | Thế tập võng thế (đời thứ 2) tước Di Thân vương (怡親王). |
| Phong Nột Hanh (丰讷亨)          | Hòa Thạc Giản Khác Thân vương (和硕简恪亲王)         | Giản Cần Thân vương Kỳ Thông A (con trưởng)                     | 1723     | 1775    | 1763           | Thế tập võng thế (đời thứ 10) tước Trịnh Thân vương (鄭親王). Tích Cáp Nạp tập tước Giản Thân vương (简親王) đổi lại thành Trịnh Thân vương (鄭親王).                            |
| Vĩnh Ân (永恩)                   | Hòa Thạc Lễ Cung Thân vương (和硕礼恭亲王)           | Khang Tu Thân vương Sùng An (con thứ 2)                         | 1727     | 1805    | 1753           | Thế tập võng thế (đời thứ 8) tước Lễ Thân vương (禮親王). |
| Vĩnh Hoàng (永璜)                | Hòa Thạc Định An Thân vương (和硕定安亲王)           | Cao Tông Hoằng Lịch (con trưởng)                                | 1728     | 1750    | 1750           | Truy phong. |
| Vĩnh Huệ (永㥣)                  | Hòa Thạc Lễ Thân vương (和硕礼亲王)                  | Khang Tu Thân vương Sùng An (con thứ 3)                         | 1729     | 1799    | 1817           | Truy phong. |
| Vĩnh Bích (永璧)                 | Hòa Thạc Hòa Cần Thân vương (和硕和勤亲王)           | Hòa Cung Thân vương Hoằng Trú (con thứ 2)                       | 1733     | 1772    | 1770           | Thế tập (đời thứ 2) tước Hòa Thân vương (和親王). |
| Như Tùng (如松)                  | Hòa Thạc Duệ Thân vương (和硕睿亲王)                 | Duệ Thân vương Công Nghi Bố (truy phong) (con thứ 3)            | 1737     | 1770    | 1778           | Truy phong. |
| Vĩnh Thường (永瑺)               | Hòa Thạc Trang Thận Thân vương (和硕莊慎亲王)        | Trang Thân vương Hoằng Phổ (truy phong) (con trưởng)            | 1737     | 1788    | 1767           | Thế tập võng thế (đời thứ 5) tước Trang Thân vương (莊親王). |
| Hoằng Chiêm (弘瞻)               | Hòa Thạc Quả Cung Thân vương (和硕果恭亲王)          | Quả Nghị Thân vương Dận Lễ (con thừa tự)                        | 1733     | 1765    | 1738           | Thế tập (đời thứ 2) tước Quả Thân vương (果親王). Năm 1763, giáng vị Bối lặc (贝勒). Năm 1765, tái phong Quận vương (郡王).                                                      |
| Vĩnh Thành (永珹)                | Hòa Thạc Lý Đoan Thân vương (和硕履端亲王)           | Lý Ý Thân vương Dận Đào (con thừa tự)                           | 1739     | 1777    | 1763           | Truy phong. Thụy là "Đoan" (端). |
| Vĩnh Kỳ (永琪)                   | Hòa Thạc Vinh Thuần Thân vương (和硕荣纯亲王)        | Cao Tông Hoằng Lịch (con thứ 5)                                 | 1741     | 1766    | 1765           | |
| Kinh Nột Hanh (经讷亨)           | Hòa Thạc Trịnh Thân vương (和硕郑亲王)               | Giản Cần Thân vương Kỳ Thông A (con thứ 4)                      | 1743     | 1775    | 1864           | Truy phong. |
| Vĩnh Dung (永瑢)                 | Hòa Thạc Chất Trang Thân vương (和硕质庄亲王)        | Thận Tĩnh Quận vương Dận Hi (con thừa tự)                       | 1744     | 1790    | 1789           | |
| Vĩnh Tông (永琮)                 | Hòa Thạc Triết Điệu Mẫn Thân vương (和硕哲悼愍亲王)  | Cao Tông Hoằng Lịch (con thứ 7)                                 | 1746     | 1747    | 1799           | Truy phong. |
| Vĩnh Tuyền (永璇)                | Hòa Thạc Nghi Thận Thân vương (和硕仪慎亲王)         | Cao Tông Hoằng Lịch (con thứ 8)                                 | 1746     | 1832    | 1797           | |
| Vĩnh Lang (永琅)                 | Hòa Thạc Di Cung Thân vương (和硕怡恭亲王)           | Di Hy Thân vương Hoằng Hiểu (con thứ 2)                         | 1746     | 1799    | 1779           | Thế tập võng thế (đời thứ 3) tước Di Thân vương (怡親王). |
| Miên Đức (绵德)                  | Hòa Thạc Định Thân vương (和硕定亲王)                | Định An Thân vương Vĩnh Hoàng (con trưởng)                      | 1747     | 1786    | 1750           | Năm 1776 bị đoạt tước. |
| Miên Ân (绵恩)                   | Hòa Thạc Định Cung Thân vương (和硕定恭亲王)         | Định An Thân vương Vĩnh Hoàng (con thứ 2)                       | 1747     | 1822    | 1793           | |
| Tu Linh (修龄)                   | Hòa Thạc Dự Lương Thân vương (和硕豫良亲王)          | Dự Khác Thân vương Đức Chiêu (con thứ 15)                       | 1749     | 1786    | 1778           | Thế tập võng thế (đời thứ 4) tước Dự Thân vương (豫親王). |
| Vĩnh Tinh (永瑆)                 | Hòa Thạc Thành Triết Thân vương (和硕成哲亲王)       | Cao Tông Hoằng Lịch (con thứ 11)                                | 1752     | 1823    | 1789           | |
| Vĩnh Tích (永锡)                 | Hòa Thạc Túc Cung Thân vương (和硕肃恭亲王)          | Túc Thân vương Thành Tin (truy phong) (con thứ 5)               | 1753     | 1821    | 1778           | Thế tập võng thế (đời thứ 6) tước Túc Thân vương (肅親王). |
| Vĩnh Phúc (永福)                 | Hòa Thạc Di Thân vương (和硕怡亲王)                  | Ninh Lương Quận vương Hoằng Giao (con thứ 2)                    | 1753     | 1782    | 1864           | Truy phong. |
| Lân Chỉ (麟趾)                   | Hòa Thạc Lễ An Thân vương (和硕礼安亲王)             | Lễ Thân vương Vĩnh Huệ (truy phong) (con trưởng)                | 1756     | 1821    | 1817           | Thế tập võng thế (đời thứ 10) tước Lễ Thân vương (禮親王). |
| Tích Cáp Nạp (积哈纳)            | Hòa Thạc Trịnh Cung Thân vương (和硕郑恭亲王)        | Giản Khác Thân vương Phong Nột Hanh (con thứ 2)                 | 1758     | 1794    | 1776           | Thế tập võng thế (đời thứ 11) tước Trịnh Thân vương (鄭親王). |
| Vĩnh Diễm (颙琰)                 | Hòa Thạc Gia Thân vương (和硕嘉亲王)                 | Cao Tông Hoằng Lịch (con thứ 15)                                | 1760     | 1820    | 1789           | Hoàng đế Gia Khánh. |
| Thuần Dĩnh (淳颖)                | Hòa Thạc Duệ Cung Thân vương (和硕睿恭亲王)          | Duệ Thân vương Như Tùng (truy phong) (con trưởng)               | 1761     | 1800    | 1778           | Thế tập võng thế (đời thứ 2) tước Duệ Thân vương (睿親王). |
| Miên Khóa (绵课)                 | Hòa Thạc Trang Tương Thân vương (和硕莊襄亲王)       | Trang Thận Thân vương Vĩnh Thường (con thừa tự)                 | 1763     | 1826    | 1788           | Thế tập võng thế (đời thứ 6) tước Trang Thân vương (莊親王). |
| Vĩnh Lân (永璘)                  | Hòa Thạc Khánh Hy Thân vương (和硕庆僖亲王)          | Cao Tông Hoằng Lịch (con thứ 17)                                | 1766     | 1820    | 1820           | |
| Dụ Phong (裕丰)                  | Hòa Thạc Dự Thân vương (和硕豫亲王)                  | Dự Lương Thân vương Tu Linh (con trưởng)                        | 1769     | 1833    | 1786           | Thế tập võng thế (đời thứ 5) tước Dự Thân vương (豫親王). Năm 1814 bị đoạt tước.                                                                                                 |
| Y Phong Ngạch (伊丰额)           | Hòa Thạc Trịnh Thân vương (和硕郑亲王)               | Trịnh Thân vương Kinh Nột Hanh (truy phong) (con thứ 5)         | 1770     | 1821    | 1864           | Truy phong. |
| Tây Lãng A (西朗阿)              | Hòa Thạc Trịnh Thân vương (和硕郑亲王)               | Trịnh Thân vương Y Phong Ngạch (truy phong) (con thứ 3)         | 1770     | 1821    | 1864           | Truy phong. |
| Miên Tiêu (绵标)                 | Hòa Thạc Di Thân vương (和硕怡亲王)                  | Di Cung Thân vương Vĩnh Lang (con thứ 2)                        | 1770     | 1799    | 1799           | Truy phong. |
| Dụ Hưng (裕兴)                   | Hòa Thạc Dự Thân vương (和硕豫亲王)                  | Dự Lương Thân vương Tu Linh (con thứ 2)                         | 1772     | 1829    | 1814           | Thế tập võng thế (đời thứ 6) tước Dự Thân vương (豫親王). Năm 1820 bị đoạt tước.                                                                                                 |
| Dụ Toàn (裕全)                   | Hòa Thạc Dự Hậu Thân vương (和硕豫厚亲王)            | Dự Lương Thân vương Tu Linh (con thứ 5)                         | 1777     | 1840    | 1820           | Thế tập võng thế (đời thứ 7) tước Dự Thân vương (豫親王). |
| Kính Mẫn (敬敏)                  | Hòa Thạc Túc Thận Thân vương (和硕肃慎亲王)          | Túc Cung Thân vương Vĩnh Tích (con trưởng)                      | 1773     | 1852    | 1821           | Thế tập võng thế (đời thứ 7) tước Túc Thân vương (肅親王). |
| Y Di Dương A (伊弥扬阿)          | Hòa Thạc Trịnh Thân vương (和硕郑亲王)               | Giản Khác Thân vương Phong Nột Hanh (con thứ 7)                 | 1775     | 1818    | 1871           | Truy phong. |
| Chiêu Liên (昭梿)                | Hòa Thạc Lễ Thân vương (和硕礼亲王)                  | Lễ Cung Thân vương Vĩnh Ân (con trưởng)                         | 1776     | 1829    | 1805           | Thế tập võng thế (đời thứ 9) tước Lễ Thân vương (禮親王). Năm 1816 bị đoạt tước.                                                                                                 |
| Dịch Thiệu (奕绍)                | Hòa Thạc Định Đoan Thân vương (和硕定端亲王)         | Định Cung Thân vương Miên Ân (con thứ 2)                        | 1776     | 1836    | 1822           | Thế tập (đời thứ 3) tước Định Thân vương (定親王). |
| Ô Nhĩ Cung A (乌尔恭阿)          | Hòa Thạc Trịnh Thận Thân vương (和硕郑慎亲王)        | Trịnh Cung Thân vương Tích Cáp Nạp (con trưởng)                 | 1778     | 1846    | 1794           | Thế tập võng thế (đời thứ 12) tước Trịnh Thân vương (鄭親王). |
| Tích Xuân (锡春)                 | Hòa Thạc Lễ Thân vương (和硕礼亲王)                  | Lễ An Thân vương Lân Chỉ (con trưởng)                           | 1776     | 1797    | 1821           | Truy phong. |
| Bảo Ân (宝恩)                    | Hòa Thạc Duệ Thận Thân vương (和硕睿慎亲王)          | Duệ Cung Thân vương Thuần Dĩnh (con trưởng)                     | 1777     | 1802    | 1801           | Thế tập võng thế (đời thứ 3) tước Duệ Thân vương (睿親王). |
| Miên Dự (绵誉)                   | Hòa Thạc Di Thân vương (和硕怡亲王)                  | Di Thân vương Vĩnh Phúc (truy phong) (con thứ 4)                | 1780     | 1843    | 1864           | Truy phong. |
| Miên Ninh (旻宁)                 | Hòa Thạc Trí Thân vương (和硕智亲王)                 | Nhân Tông Vĩnh Diễm (con thứ 2)                                 | 1782     | 1850    | 1813           | Hoàng đế Đạo Quang. |
| Miên Hộ (绵护)                   | Hòa Thạc Trang Cần Thân vương (和硕莊勤亲王)         | Phụ quốc Tướng quân Vĩnh Phiên (con trưởng)                     | 1783     | 1841    | 1838           | Thế tập võng thế (đời thứ 8) tước Trang Thân vương (莊親王). |
| Miên Hoa (绵諽)                  | Hòa Thạc Trang Chất Thân vương (和硕莊质亲王)        | Phụ quốc Tướng quân Vĩnh Phiên (con thứ 2)                      | 1785     | 1845    | 1842           | Thế tập võng thế (đời thứ 9) tước Trang Thân vương (莊親王). |
| Đoan Ân (端恩)                   | Hòa Thạc Duệ Cần Thân vương (和硕睿勤亲王)           | Duệ Cung Thân vương Thuần Dĩnh (con thứ 4)                      | 1788     | 1826    | 1802           | Thế tập võng thế (đời thứ 4) tước Duệ Thân vương (睿親王). |
| Dịch Huân (奕勋)                 | Hòa Thac Di Khác Thân vương (和硕怡恪亲王)           | Di Thân vương Miên Tiêu (truy phong) (con trưởng)               | 1793     | 1818    | 1799           | Thế tập võng thế (đời thứ 4) tước Di Thân vương (怡親王). |
| Tái Thuyên (载铨)                | Hòa Thạc Định Mẫn Thân vương (和硕定敏亲王)          | Định Đoan Thân vương Dịch Thiệu (con trưởng)                    | 1794     | 1854    | 1854           | Truy phong. |
| Miên Khải (绵恺)                 | Hòa Thạc Đôn Khác Thân vương (和硕惇恪亲王)          | Nhân Tông Vĩnh Diễm (con thứ 3)                                 | 1795     | 1838    | 1819           | |
| Tùng Đức (松德)                  | Hòa Thạc Trịnh Thân vương (和硕郑亲王)               | Trịnh Thân vương Y Di Dương A (truy phong) (con thứ 2)          | 1800     | 1822    | 1871           | Truy phong. |
| Hoa Phong (华丰)                 | Hòa Thạc Túc Khác Thân vương (和硕肃恪亲王)          | Túc Thận Thân vương Kính Mẫn (con thứ 3)                        | 1804     | 1869    | 1853           | Thế tập võng thế (đời thứ 8) tước Túc Thân vương (肅親王). |
| Dịch Cách (奕格)                 | Hòa Thạc Di Thân vương (和硕怡亲王)                  | Di Thân vương Miên Dự (truy phong) (con thứ 3)                  | 1805     | 1858    | 1864           | Truy phong. |
| Miên Hân (绵忻)                  | Hòa Thạc Thụy Hoài Thân vương (和硕瑞怀亲王)         | Nhân Tông Vĩnh Diễm (con thứ 4)                                 | 1805     | 1828    | 1819           | |
| Đoan Hoa (端华)                  | Hòa Thạc Trịnh Thân vương (和硕郑亲王)               | Trịnh Thận Thân vương Ô Nhĩ Cung A (con thứ 3)                  | 1807     | 1861    | 1846           | Thế tập võng thế (đời thứ 13) tước Trịnh Thân vương (鄭親王). Năm 1861 bị đoạt tước.                                                                                             |
| Nhân Thọ (仁寿)                  | Hòa Thạc Duệ Hy Thân vương (和硕睿僖亲王)            | Duệ Cần Thân vương Đoan Ân (con thứ 6)                          | 1810     | 1864    | 1826           | Thế tập võng thế (đời thứ 5) tước Duệ Thân vương (睿親王). |
| Khánh Chí (慶至)                 | Hòa Thạc Trịnh Thuận Thân vương (和硕郑顺亲王)       | Trịnh Thân vương Tùng Đức (truy phong) (con thừa tự)            | 1814     | 1878    | 1871           | Thế tập võng thế (đời thứ 15) tước Trịnh Thân vương (鄭親王). |
| Dịch Tân (奕賓)                  | Hòa Thạc Trang Thân vương (和硕莊亲王)               | Trang Tương Thân vương Miên Khóa (con thứ 13)                   | 1814     | 1860    | 1826           | Thế tập võng thế (đời thứ 7) tước Trang Thân vương (莊親王). Năm 1838 bị đoạt tước.                                                                                              |
| Miên Du (绵愉)                   | Hòa Thạc Huệ Đoan Thân vương (和硕惠端亲王)          | Nhân Tông Vĩnh Diễm (con thứ 5)                                 | 1814     | 1865    | 1820           | |
| Toàn Linh (全龄)                 | Hòa Thạc Lễ Thận Thân vương (和硕礼慎亲王)           | Lễ Thân vương Tích Xuân (truy phong) (con trưởng)               | 1816     | 1850    | 1821           | Thế tập võng thế (đời thứ 11) tước Lễ Thân vương (禮親王). |
| Tái Phường (载坊)                | Hòa Thạc Di Thân vương (和硕怡亲王)                  | Di Khác Thân vương Dịch Huân (con trưởng)                       | 1816     | 1820    | 1819           | Thế tập võng thế (đời thứ 5) tước Di Thân vương (怡親王). |
| Tái Viên (载垣)                  | Hòa Thạc Di Thân vương (和硕怡亲王)                  | Di Khác Thân vương Dịch Huân (con thứ 2)                        | 1816     | 1861    | 1825           | Thế tập võng thế (đời thứ 6) tước Di Thân vương (怡親王). Năm 1861 bị đoạt tước.                                                                                                 |
| Nghĩa Đạo (义道)                 | Hòa Thạc Dự Thận Thân vương (和硕豫慎亲王)           | Dự Hậu Thân vương Dụ Toàn (con thứ 2)                           | 1819     | 1857    | 1841           | Thế tập võng thế (đời thứ 8) tước Dự Thân vương (豫親王). |
| Dịch Nhân (奕仁)                 | Hòa Thạc Trang Hậu Thân vương (和硕莊厚亲王)         | Trang Chất Thân vương Miên Hoa (con trưởng)                     | 1824     | 1874    | 1846           | Thế tập võng thế (đời thứ 10) tước Trang Thân vương (莊親王). |
| Tái Đôn (载敦)                   | Hòa Thạc Di Đoan Thân vương (和硕怡端亲王)           | Di Thân vương Dịch Cách (truy phong) (con thứ 2)                | 1827     | 1890    | 1864           | Thế tập võng thế (đời thứ 7) tước Di Thân vương (怡親王). |
| Dịch Thông (奕誴)                | Hòa Thạc Đôn Cần Thân vương (和硕惇勤亲王)           | Đôn Khác Thân vương Miên Khải (con thừa tự)                     | 1831     | 1889    | 1846           | |
| Dịch Hân (奕䜣)                  | Hòa Thạc Cung Trung Thân vương (和硕恭忠亲王)        | Tuyên Tông Miên Ninh (con thứ 6)                                | 1833     | 1898    | 1850           | Được thế tập võng thế. |
| Đức Trường (德长)                | Hòa Thạc Duệ Ý Thân vương (和硕睿懿亲王)             | Duệ Hy Thân vương Nhân Thọ (con thứ 3)                          | 1838     | 1876    | 1865           | Thế tập võng thế (đời thứ 6) tước Duệ Thân vương (睿親王). |
| Dịch Khuông (奕劻)               | Hòa Thạc Khánh Mật Thân vương (和硕庆密亲王)         | Bối lặc Miên Đễ (truy phong) (con thừa tự)                      | 1838     | 1917    | 1894           | Được thế tập võng thế. |
| Dịch Hoàn (奕譞)                 | Hòa Thạc Thuần Hiền Thân vương (和硕醇贤亲王)        | Tuyên Tông Miên Ninh (con thứ 7)                                | 1840     | 1891    | 1872           | Được thế tập võng thế. |
| Long Cần (隆勤)                  | Hòa Thạc Túc Lương Thân vương (和硕肃良亲王)         | Túc Khác Thân vương Hoa Phong (con thứ 3)                       | 1840     | 1898    | 1870           | Thế tập võng thế (đời thứ 9) tước Túc Thân vương (肅親王). |
| Thừa Chí (承志)                  | Hòa Thạc Trịnh Thân vương (和硕郑亲王)               | Trịnh Thân vương Tây Lãng A (truy phong) (con thứ 3)            | 1843     | 1882    | 1864           | Thế tập võng thế (đời thứ 14) tước Trịnh Thân vương (鄭親王). Năm 1871 bị đoạt tước.                                                                                             |
| Thế Đạc (世铎)                   | Hòa Thạc Lễ Khác Thân vương (和硕礼恪亲王)           | Lễ Hòa Thân vương Toàn Linh (con thứ 3)                         | 1845     | 1914    | 1850           | Thế tập võng thế (đời thứ 12) tước Lễ Thân vương (禮親王). |
| Bổn Cách (本格)                  | Hòa Thạc Dự Thành Thân vương (和硕豫诚亲王)          | Dự Thận Thân vương Nghĩa Đạo (con trưởng)                       | 1846     | 1898    | 1857           | Thế tập võng thế (đời thứ 9) tước Dự Thân vương (豫親王). |
| Phổ Tĩnh (溥静)                  | Hòa Thạc Di Thân vương (和硕怡亲王)                  | Di Đoan Thân vương Tái Đôn (con trưởng)                         | 1849     | 1900    | 1891           | Thế tập võng thế (đời thứ 8) tước Di Thân vương (怡親王). Năm 1900 bị đoạt tước.                                                                                                 |
| Tái Huân (载勋)                  | Hòa Thạc Trang Thân vương (和硕莊亲王)               | Trang Hậu Thân vương Dịch Nhân (con thứ 2)                      | 1853     | 1901    | 1875           | Thế tập võng thế (đời thứ 11) tước Trang Thân vương (莊親王). Năm 1901 bị đoạt tước.                                                                                             |
| Tái Công (载功)                  | Hòa Thạc Trang Cung Thân vương (和硕莊恭亲王)        | Trang Hậu Thân vương Dịch Nhân (con thứ 4)                      | 1859     | 1915    | 1902           | Thế tập võng thế (đời thứ 12) tước Trang Thân vương (莊親王). |
| Khôi Bân (魁斌)                  | Hòa Thạc Duệ Kính Thân vương (和硕睿敬亲王)          | Duệ Ý Thân vương Đức Trường (con thứ 4)                         | 1864     | 1915    | 1876           | Thế tập võng thế (đời thứ 7) tước Duệ Thân vương (睿親王). |
| Thiện Kỳ (善耆)                  | Hòa Thạc Túc Trung Thân vương (和硕肃忠亲王)         | Túc Lương Thân vương Long Cần (con trưởng)                      | 1866     | 1922    | 1898           | Thế tập võng thế (đời thứ 10) tước Túc Thân vương (肅親王). |
| Khải Thái (凯泰)                 | Hòa Thạc Trịnh Khác Thân vương (和硕郑恪亲王)        | Trịnh Thuận Thân vương Khánh Chí (con thứ 2)                    | 1871     | 1900    | 1878           | Thế tập võng thế (đời thứ 16) tước Trịnh Thân vương (鄭親王). |
| Tái Chấn (载振)                  | Hòa Thạc Khánh Trinh Thân vương (和硕庆贞亲王)       | Khánh Mật Thân vương Dịch Khuông (con trưởng)                   | 1876     | 1947    | 1917           | Thế tập võng thế (đời thứ 2) tước Khánh Thân vương (庆親王). |
| Phổ Vĩ (溥伟)                    | Hòa Thạc Cung Hiền Thân vương (和硕恭贤亲王)         | Quả Mẫn Bối lặc Tái Trừng (con thừa tự)                         | 1880     | 1936    | 1898           | Thế tập võng thế (đời thứ 2) tước Cung Thân vương (恭親王). |
| Tái Phong (载沣)                 | Hòa Thạc Thuần Thân vương (和硕醇亲王)               | Thuần Hiền Thân vương Dịch Hoàn (con thứ 5)                     | 1883     | 1951    | 1890           | Thế tập võng thế (đời thứ 2) tước Thuần Thân vương (醇親王). |
| Mậu Lâm (懋林)                   | Hòa Thạc Dự Mẫn Thân vương (和硕豫敏亲王)            | Dự Thành Thân vương Bổn Cách (con thừa tự)                      | 1892     | 1912    | 1910           | Thế tập võng thế (đời thứ 10) tước Dự Thân vương (豫親王). |
| Chiêu Hú (照煦)                  | Hòa Thạc Trịnh Thân vương (和硕郑亲王)               | Trịnh Khác Thân vương Khải Thái (con thứ 2)                     | 1900     | 1950    | 1902           | Thế tập võng thế (đời thứ 17) tước Trịnh Thân vương (鄭親王). |
| Dục Kỳ (毓麒)                    | Hòa Thạc Di Thân vương (和硕怡亲王)                  | Nhị đẳng Trấn quốc Tướng quân Phổ Diệu (con trưởng)             | 1900     | 1948    | 1902           | Thế tập võng thế (đời thứ 9) tước Di Thân vương (怡親王). |
| Đoan Trấn (端鎮)                 | Hòa Thạc Dự Thân vương (和硕豫親王)                  | Dự Mẫn Thân vương Mậu Lâm (con trưởng)                          | 1909     | ?       | 1912           | Thế tập võng thế (đời thứ 11) tước Dự Thân vương (豫親王). |